# Средњочешки крај
Средњочешки крај (чеш. Středočeský kraj) је један од 13 чешких крајева, највиших подручних управних јединица у Чешкој Републици. Управно седиште краја је град Праг (који је као главни град државе издвојен у самосталну управну јединицу Град Праг), а већи градови на подручју овог краја су Кладно и Млада Болеслав.
Површина краја је 11.015 km², а по процени са почетка 2009. године Средњочешки крај има 1.144.071 становника.

## Положај
Средњочешки крај је смештен у средишњем делу Чешке. Град Праг, који је самостална управна јединица, налази се у средини Средњочешког краја. 
Са других страна њега окружују:
- ка северу: Либеречки крај
- ка североистоку: Краловехрадечки крај
- ка истоку: Пардубички крај
- ка југоистоку: Височина крај
- ка југу: Јужночешки крај
- ка западу: Плзењски крај
- ка северозападу: Устечки крај

## Природни услови
Средњочешки крај припада историјској покрајини Бохемија. Крај обухвата махом брдско подручје око долина река Лабе и Влтаве. У југоисточном делу издижу се ниске планине Ток.

## Становништво
По последњој званичној процени са почетка 2009. године. Средњочешки крај има 1.144.071 становника. Последњих година број становника расте, пре свега у области око града Прага - развој предграђа, посебно већих попут Кралупа на Влтави, Нератовица или Сланих.

## Подела на округе и важни градови

### Окрузи
Средњочешки крај се дели на 12 округа (чеш. Okres):
1. Округ Бенешов - седиште Бенешов,
2. Округ Бероун - седиште Бероун,
3. Округ Кладно - седиште Кладно,
4. Округ Колин - седиште Колин,
5. Округ Кутна Хора - седиште Кутна Хора,
6. Округ Мјелњик - седиште Мјелњик,
7. Округ Млада Болеслав - седиште Млада Болеслав,
8. Округ Нимбурк - седиште Нимбурк,
9. Округ Праг-исток - седиште Праг,
10. Округ Праг-запад - седиште Праг,
11. Округ Прибрам - седиште Прибрам,
12. Округ Раковњик - седиште Раковњик.

### Градови
Највећи градови на подручју краја су:
- Кладно - 70.000 ст.
- Млада Болеслав - 46.000 ст.
- Прибрам - 34.000 ст.
- Колин - 31.000 ст.
- Кутна Хора - 22.000 ст.
- Мјелњик - 19.000 ст.
- Кралупи на Влтави - 18.000 ст.
- Бероун - 18.000 ст.
- Брандис на Лаби-Стара Болеслав - 18.000 ст.
- Бенешов - 17.000 ст.
- Раковњик - 17.000 ст.
- Нератовице - 16.000 ст.
- Слани - 15.000 ст.
- Ричани - 14.000 ст.
- Подјебради - 13.000 ст.
- Влашим - 12.000 ст.
- Челаковице - 12.000 ст.
- Часлав - 10.000 ст.

## Додатно погледати
- Чешки крајеви
- Списак градова у Чешкој Републици